# Nedre Glottern
Nedre Glottern är en sjö i Kolmården i Östergötland. Den ligger på skogshöjderna cirka 1 km norr om Åby i Norrköpings kommun. Sjön är 28 meter djup, har en yta på 2,16 kvadratkilometer och befinner sig 79,8 meter över havet. Sjön avvattnas via vattendraget Torshagsån till Bråviken. Sjön har flera vikar, halvöar och öar. I Nedre Glotterns södra del finns Gransjönäsbadet, som är en allmän badplats. Intill den norra delens strand passerar Östgötaleden. Naturreservatet Glotternskogen ligger intill sjön. Sjön används som vattentäkt av Norrköping Vatten. Vid provfiske i sjön har en stor mängd fiskarter fångats, bland annat abborre, gers, gädda och löja.

## Avrinningsområde
Nedre Glottern ingår i delavrinningsområde (650750-152283) som SMHI kallar för Utloppet av Nedre Glottern, vilket är en del av huvudavrinningsområdet Kilaån-Motala ströms kustområde. Medelhöjden i delavrinningsområdet är 97 meter över havet och ytan är 9,9 kvadratkilometer. Det finns ett avrinningsområde uppströms, och räknas det in blir den ackumulerade arean 29,66 kvadratkilometer. Avrinningsområdets utflöde Torshagsån mynnar i havet. Avrinningsområdet består mestadels av skog (68 procent). Avrinningsområdet har 2,43 kvadratkilometer vattenytor vilket ger det en sjöprocent på 24,5 procent. Bebyggelsen i området täcker en yta av 0,36 kvadratkilometer eller 4 procent av avrinningsområdet.

## Fisk
Vid provfiske har följande fisk fångats i sjön:
- Abborre
- Gärs
- Gädda
- Löja
- Mört
- Nors
- Röding
- Sarv
- Siklöja
- Sutare